# Juan Daniel Cardellino
Juan Daniel Cardellino (* 4. März 1942 in Montevideo; † 8. September 2007) war ein uruguayischer Fußballschiedsrichter, der zweimal bei Weltmeisterschaftsturnieren eingesetzt wurde.

## Schiedsrichterlaufbahn
Der erste internationale Schiedsrichtereinsatz für Juan Daniel Cardellino, der im Hauptberuf Verkäufer war, ist für das Jahr 1977 verzeichnet, als er bei der Copa Libertadores die Partie zwischen den beiden uruguayischen Mannschaften Peñarol Montevideo und Defensor Sporting leitete, die Defensor mit 2:0 gewann. Im folgenden Jahr pfiff er sein erstes Länderspiel, ein Freundschaftsspiel zwischen Argentinien und Rumänien (2:0). 1979 folgte ein Einsatz bei der Juniorenweltmeisterschaft in Japan mit der Leitung des Gruppenspiels zwischen Kanada und Portugal (3:1). Kurz darauf wurde er für die Copa América 1979 nominiert und pfiff das Halbfinalrückspiel zwischen Chile und Peru (0:0).
Nachdem er bereits mit einer Spielleitung in der Qualifikation zur Weltmeisterschaft 1982 betraut worden war, wurde Cardellino dann auch in das Aufgebot der Unparteiischen beim Endturnier in Spanien berufen. Hier stand er zweimal als verantwortlicher Spielleiter auf dem Platz: beim 1:0-Sieg von Österreich gegen Chile in der Gruppenphase und dann im Halbfinale zwischen Polen und Italien, das der spätere Weltmeister Italien mit 2:0 für sich entschied.
In den folgenden Jahren leitete Cardellino weitere Partien auf internationaler Ebene, unter anderem bei der Juniorenweltmeisterschaft 1985. Beim Fußballturnier der Olympischen Sommerspiele 1988 in Südkorea wurde er zweimal eingesetzt, unter anderem beim 3:0-Sieg Deutschlands in der Gruppenphase gegen die Volksrepublik China.
Zwei Höhepunkte seiner Laufbahn als Schiedsrichter gab es dann noch im Jahr 1990. Zunächst erlebte Cardellino seine zweite WM-Teilnahme beim Turnier in Italien. Dieses war für ihn allerdings bereits nach der Vorrunde beendet, in der er das Spiel zwischen der Sowjetunion und Rumänien (0:2) leitete. Danach wurde ihm das Finalhinspiel der Copa Libertadores anvertraut, das Olimpia Asuncion mit 2:0 gegen den Barcelona Sporting Club gewann. Mit dem Vorrundenspiel der Copa Libertadores 1992 zwischen Coquimbo Unido und den Newell’s Old Boys (1:2) endete dann im März 1992, kurz nach seinem 50. Geburtstag, seine internationale Karriere.